# Малінники
Малінники (пол. Malinniki) — село в Польщі, у гміні Орля Більського повіту Підляського воєводства.
Населення — 206 осіб (2011).
У 1975-1998 роках село належало до Білостоцького воєводства.

## Демографія
Демографічна структура станом на 31 березня 2011 року:
|          | Загалом | Допрацездатний вік | Працездатний вік | Постпрацездатний вік |
| -------- | ------- | ------------------ | ---------------- | -------------------- |
| Чоловіки | 91      | 17                 | 49               | 25                   |
| Жінки    | 115     | 21                 | 45               | 49                   |
| Разом    | 206     | 38                 | 94               | 74                   |